# بوتيل بارابين
بوتيل البارابين هو أحد مركبات البارابين له الصيغة الكيميائية C4H9(C6H4(OH)COO.

## التسمية الكيميائية
Butyl-4-hydroxybenzoate [94-26-8]

## الاستخدام الصيدلاني
مادة حافظة مضادة للجراثيم .
يُستخدم البوتيل بارابين بشكل واسع كمادة حافظة في مستحضرات التجميل و الأشكال الصيدلانية .و من الممكن استخدامه وحده أو بالمشاركة مع أحد استرات البرابين الأخرى أو مع المواد الحافظة الأخرى ، و يُعد رابع أهم مادة حافظة من حيث الاستخدام في تحضير مستحضرات التجميل .
و تُعد استرات البارابين فعالة خلال مجال واسع من أس هيدروجيني (PH) وتملك طبقاً واسعاً للنشاط المضاد للجراثيم و لكن تأثيرها الأقوى يكون ضد الخمائر و الفطور العفنية .
و نظراً لانحلالية استرات البارابين الضعيفة فإنه يُلجأ إلى استخدام أملاحها و خاصة الصوديومية منها في الصيغ الصيدلانية و هذا ما يقود في المحاليل ذات الوقاء الضعيف إلى الميل إلى القلوية .

## التأثير على صحة الجسم
عملياً لم تلاحظ أي آثار جانبية لاسترات البارابين إلا أن استخدامها يترافق أحياناً مع بعض المظاهر التحسسية .
			LD50 (mouse,IP) = 0.23 g/kg

## سلامة الاستعمال
تختلف الاحتياطات المتبعة أثناء التعامل مع المادة باختلاف الكمية و الظروف المحيطة. و قد تكون هذه المادة مخرشة للجلد أو للأعين أو للأغشية المخاطية و يجب التعامل معها في بيئة جيدة التهوية و يُنصح بحماية الأعين و ارتداء القفازات و القناع الواقي من الغبار.

## التنافرات
يتنافر مع الحموض و مع الأمونيوم و أملاحها .